# Szentjóby Tamás
Szentjóby Tamás (eredeti neve Staub Tamás, művészneve St. Auby Tamás) (Fót, 1944. augusztus 17. –) magyar költő, képzőművész, diszpécser, egyetemi oktató.

## Életpályája
1966-ban a fluxus, a happening és environment magyarországi kezdeményezője volt. 1968-ban megalapította a Telekommunikáció Nemzetközi Paralel Unióját (Paralel-Kurzus/Tanpálya I. fedőnéven). 1969-ben csatlakozott az Iparterv-csoporthoz. 1974-ben a szamizdatmozgalomban való részvétele miatt izgatás vádjával letartóztatták, majd kiutasították az országból. 1975-1991 között Genfben élt. 1976-1980 között a Szeizmozófiai Szabadegyetem hallgatója volt. 1977-ben megalapította a Kelet-európai Szabadegyetemet Nyugat-európai Munkanélkülieknek (asztronómiai, rock&roll és sztrájk tanszék). 1978-1980 között Genfben a Vizuális Művészeti Főiskola hallgatója volt. 1989-1990 között pontosan egy évig tartó Föld körüli utat tett. 1991-ben visszatért Magyarországra. 1991-től a Képzőművészeti Főiskola intermédia tanszékén ad elő (anatómiai halhatatlanság).

## Művei
- Az ebéd (happening, Altorjay Gáborral, Erdély Miklóssal, Jankovics Miklóssal, 1966)
- Csinálj egy széket! (project art, 1974)
- Létminimum standard projekt 1984 W (inter- és multimédiális mű, work in progress, 1974)

## Szobrai
- A szabadság lelkének szobra (a gellérthegyi Felszabadulási emlékmű ideiglenes átalakítása, Lorrensy Júliával, 1992)

## Filmjei
- Kentaur (1973-1975)

## Könyv
- FIKA – Fiatal Művészek Klubja. Interjú St. Auby Tamással, 2006 / BOGEY – The Young Artist's Club. An interview with Tamás St. Auby, 2006; Ludwig Múzeum–Kortárs Művészeti Múzeum, Bp., 2013
- Az ebéd (in memoriam Batu Kán) / The Lunch (in memoriam Batu Khan). Az első magyarországi Happening, Tranzit Hungary, Budapest, 2011

## Kiállításai

### Egyéni
- 1975, 1990, 1998, 2001, 2024[1] Budapest
- 1977, 1979-1981, 1984, 1990, 1996-1997 Genf

### Csoportos
- 1966-1970, 1991, 1993, 1996, 1998, 2000-2001, 2007 Budapest
- 1968 Szentendre
- 1972 Varsó
- 1973 Párizs
- 1980-1981 Genf
- 1998 Szombathely
- 1999 New York, Berlin

## Díjai
- Pásztor Béla-díj (1970)
- Kassák Lajos-díj (1971)
- a MAOE díja (1996)
- Novacom-díj (2000)
- Nemérdemes Művész-díj (2006)
- Munkácsy Mihály-díj (2007)
- Herczeg Klára-díj (2007)
- Baumgarten-díj (2020)